# Richard Schallert
Richard Schallert (Brand, 21 aprile 1964) è un allenatore di sci nordico ed ex saltatore con gli sci austriaco.

## Biografia

### Carriera sciistica
In Coppa del Mondo esordì il 20 dicembre 1981 a Cortina d'Ampezzo (14°) e ottenne il primo podio il 6 gennaio 1982 a Bischofshofen (3°).
In carriera prese parte a tre edizioni dei Campionati mondiali, vincendo una medaglia, e a una dei Mondiali di volo, Harrachov 1983 (5° nell'individuale).

### Carriera da allenatore
Dopo il precoce ritiro, dovuto a vari e gravi infortuni, fu chiamato da Toni Innauer a ricoprire l'incarico di viceallenatore della squadra di salto della nazionale austriaca; conservò il ruolo fino all'estate del 2006, quando divenne allenatore capo dei saltatori cechi.

## Palmarès

### Mondiali
- 1 medaglia:
  - 1 bronzo (gara a squadre a Oberstdorf 1987)

### Coppa del Mondo
- Miglior piazzamento in classifica generale: 12º nel 1983
- podi (tutti individuali):
  - 1 secondo posto
  - 3 terzi posti

#### Torneo dei quattro trampolini
- 1 podio di tappa[2]:
  - 1 terzo posto